# Вегетативно размножавање
Вегетативно размножавање (лат. reproductio vegetativa) је тип бесполног, клоналног размножавања биљака, искључиво преко вегетативних органа. У природи се одвија путем деобе или одвајања органа или биљних делова или преко посебних пупољака из којих настају: столони, избојци, бочне луковице кртоле или булбили.
Вегетативно размножавање биљака се заснива на могућности меристемских ћелија (присутних у корену, стаблу, листовима) да се у одговарајућим условима умножавају и диференцирају у трајна ткива и тако затворе озледе на органима или надокнаде читаве недостајуће органе.
Тако се на пример, око пања оборене џиновске секвоје из коренова развијају нови надземни изданци. Дивља нана из сваког чланка откинутог ризома, може да развије нову биљку. 
Вегетативним размножавањем једне биљке може да настане велика група биљака идентичног генетичком материјала - клон који се често простире на површинама од више хиљада квадратних метара (травњак, шума) и може да буде стар и више хиљада година.

## Вештачко вегетативно размножавање
У пољопривреди и хортикултури се често користе методе умножавања биљака које се базирају на способности биљака да се вегетативно размножавају. Помоћу резница (одсечака) стабла или листова умножавају се многе врсте дрвећа (врбе, тополе) и украсних биљака а калемљењем се узгајају сорте воћки (јабука, крушка) жељених особина.
Многе угрожене биљке и корисне врсте које се тешко гаје умножавају се техникама културе ткива. Наиме, у лабораторијама се ин витро у хранљивом медијуму, од неколико вегетативних ћелија добијају комплетне младе биљке. 